# Andrzej Kaźmierczak (inżynier)
Andrzej Roman Kaźmierczak (ur. 1959) – polski inżynier mechanik. Absolwent z 1983 Politechniki Wrocławskiej. Od 2015  profesor na Wydziale Mechanicznym Politechniki Wrocławskiej.